# Canning Basin
Canning Basin är en sänka i Australien. Den ligger i delstaten Western Australia, omkring 1 500 kilometer nordost om delstatshuvudstaden Perth.
Omgivningarna runt Canning Basin är i huvudsak ett öppet busklandskap. Trakten runt Canning Basin är nära nog obefolkad, med mindre än två invånare per kvadratkilometer. Genomsnittlig årsnederbörd är 490 millimeter. Den regnigaste månaden är januari, med i genomsnitt 161 mm nederbörd, och den torraste är augusti, med 1 mm nederbörd.